# Eindhoven High Techs

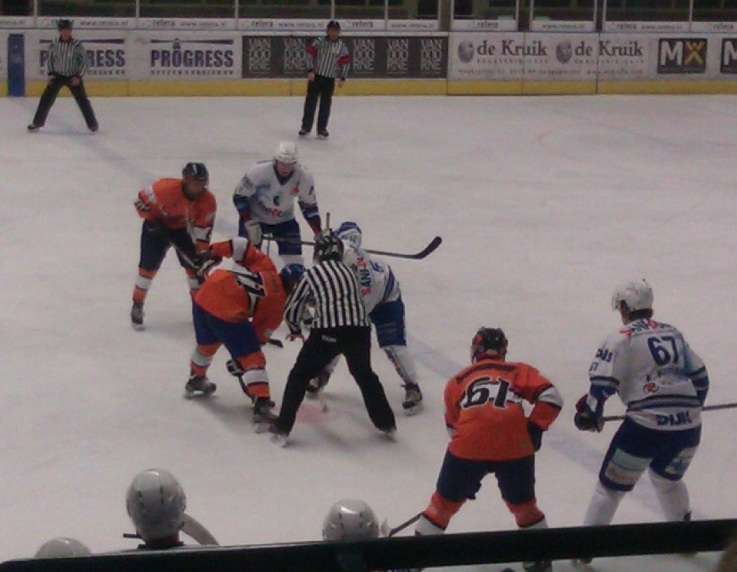
Face-Off tussen Eindhoven High Techs - Dordrecht Lions (playoff eerste divisie 2012-2013)

Eindhoven High Techs is een ijshockeyclub uit Eindhoven. Zij spelen in de Eerste divisie. De High Techs zijn een project van CTO waarin ijshockeytalenten uit heel Nederland verenigd zijn in 1 team.